# Basquetebol nos Jogos Olímpicos de Verão da Juventude de 2010
As competições de basquetebol nos Jogos Olímpicos de Verão da Juventude de 2010 foram disputadas entre 15 e 23 de agosto no Scape, em Singapura.
Em fevereiro de 2008, o Comitê Olímpico Internacional anunciou que o formato escolhido para os Jogos Olímpicos da Juventude foi o 3 por 3 (semelhante ao streetball). Um torneio masculino e outro feminino com 20 equipes cada foi realizado para jovens com até 18 anos de idade.

## Eventos
Foram disputados dois torneios, um masculino e um feminino. Todos os continentes foram representados, sendo seis equipes da África, oito da Ásia, nove das Américas, 13 da Europa e três equipes da Oceania. Em ambos os eventos as equipes foram divididas em quatro grupos com cinco equipes:
Feminino
| Grupo A                                                     | Grupo B                                                       | Grupo C                                     | Grupo D                                     |
| ----------------------------------------------------------- | ------------------------------------------------------------- | ------------------------------------------- | ------------------------------------------- |
| Coreia do Sul · Vanuatu · Costa do Marfim · Rússia · Canadá | Bielorrússia · Singapura · Estados Unidos · Angola · Alemanha | Brasil · Tailândia · Mali · Chéquia · China | Japão · Austrália · França · Itália · Chile |

Masculino
| Grupo A                                              | Grupo B                                      | Grupo C                                                                   | Grupo D                                                                  |
| ---------------------------------------------------- | -------------------------------------------- | ------------------------------------------------------------------------- | ------------------------------------------------------------------------ |
| Sérvia · Grécia · Porto Rico · Índia · Nova Zelândia | Argentina · Irão · Lituânia · Panamá · Egito | Israel · Singapura · Turquia · Estados Unidos · República Centro-Africana | Filipinas · Espanha · África do Sul · Ilhas Virgens Americanas · Croácia |

## Calendário
| Agosto      | 14 | 15 | 16 | 17 | 18 | 19 | 20 | 21 | 22 | 23 | 24 | 25 | 26 |
| ----------- | -- | -- | -- | -- | -- | -- | -- | -- | -- | -- | -- | -- | -- |
| Basquetebol |    |    |    |    |    |    |    |    |    | 2  |    |    |    |

|  | Dia de competição |  | Dia de final |

## Medalhistas
| Evento             | Ouro                                                                                   | Prata                                                                           | Bronze                                                                                    |
| ------------------ | -------------------------------------------------------------------------------------- | ------------------------------------------------------------------------------- | ----------------------------------------------------------------------------------------- |
| Feminino detalhes  | Ma Xueya Shen Yi Jin Jiabao Yang Xi CHN China                                          | Olivia Bontempelli Hannah Kaser Mikhaela Donnelly Rosie Fadljevic AUS Austrália | Briyona Canty Andraya Carter Amber Henson Kiah Stokes USA Estados Unidos                  |
| Masculino detalhes | Sasa Avramović Marko Radonjić Nemanja Bezbradica Stefan Popovski-Turanjanin SRB Sérvia | Matej Buovac Tomislav Grubišić Stipe Krstanović Marko Ramljak CRO Croácia       | Theodoros Tsiloulis Spyridon Panagiotaras Lampros Vlachos Emmanuel Tselentakis GRE Grécia |

## Quadro de medalhas
| Ordem | País               | Medalha de ouro | Medalha de prata | Medalha de bronze |   |
| ----- | ------------------ | --------------- | ---------------- | ----------------- | - |
| 1     | CHN China          | 1               |                  |                   | 1 |
|       | SRB Sérvia         | 1               |                  |                   | 1 |
| 3     | AUS Austrália      |                 | 1                |                   | 1 |
|       | CRO Croácia        |                 | 1                |                   | 1 |
| 5     | USA Estados Unidos |                 |                  | 1                 | 1 |
|       | GRE Grécia         |                 |                  | 1                 | 1 |
| TOTAL | TOTAL              | 2               | 2                | 2                 | 6 |